# Дејвид Ферт
Дејвид Ферт (енглески: David Firth; 23. јануар 1983), је енглески аниматор, музичар, глумац, креатор филмова и видео уметник који је познат за своје дело салад фингерс (Salad Fingers) 

## Историја
Када је био мали, Дејвид је много цртао и правио своје стрипове. 1998 Дејвид је озбиљно почео да се бави анимацијама. Започео је своју каријеру на сајту Неwгроундс, где је постављао своје радове. Ту је и поставио своје главно дело Салад Фингерс, које има преко 20 милиона прегледа данас на Јутјубу. Салад Фингерс је анимација о хуманоиду и њеоговом животу. Свака епизода је бизарна на свој начин, и оставила је многе у заблуди. 2006 Дејвид премешта свој рад на Јутјуб, на којем данас има преко 1 милион пратиоца. Дејвид је такође правио музички спот за Енглеског продуцента Апхеx Тwина. 

## Анимације
- Салад Фингерс (2004 - 2018)
- Куче од човека (2008)
- Крем (2017)